# Paulina Schulz
Paulina Schulz (Pseudonym: Lula Wolf; * 1. April 1973 in Bydgoszcz, Polen) ist eine deutsche Schriftstellerin und Übersetzerin.

## Leben
Paulina Schulz hat deutsche, polnische und tatarische Vorfahren. Sie lebt seit 1989 in Deutschland. Nachdem sie am Deutschen Literaturinstitut in Leipzig ein Studium mit dem Hauptfach  „Übersetzen“ absolviert hatte, lebt sie seit 2003 als freie Schriftstellerin und Übersetzerin aus dem Polnischen in Erfurt. Daneben ist sie auch als Verlags-Gutachterin und freie Lektorin sowie als Dozentin an verschiedenen Hochschulen tätig.
Paulina Schulz ist Mitglied im Verband deutschsprachiger Übersetzer literarischer und wissenschaftlicher Werke im Verband deutscher Schriftsteller. Sie erhielt u. a. 2001 den Übersetzungspreis  der Künstlergilde Esslingen sowie 2001 und 2003 je einen Preis beim Eobanus-Hessus-Schreibwettbewerb, außerdem mehrere Stipendien.

## Werke
- Wasserwelt, Tübingen 2005
- paralysing shadows, Erfurt 2006
- Meeres.Spiegel, Leipzig 2013
- Das Eiland, Greifswald 2014

## Übersetzungen
- Manuela Gretkowska: Polka, München 2004
- Zbigniew Mentzel: Alle Sprachen dieser Welt, München 2006
- Marek Krajewski: Der Kalenderblattmörder, München 2006
- Marek Krajewski: Gespenster in Breslau, München 2007
- Marek Krajewski: Festung Breslau, München 2008
- Jerzy Pilch: Die Talente und Obsessionen des Patryk W., München 2008
- Maria Nurowska: Dein Name geht dir voraus, München 2008
- Marek Krajewski: Pest in Breslau, München 2009
- Marek Krajewski: Finsternis in Breslau, München 2012
- Jacek Cygan: Der letzte Klezmer, Berlin 2012
- Magdalena Parys: Tunnel, Münster 2014
- Brigitta Helbig-Mischewski: Ossis und andere Leute. Greifswald 2015
- Angela Bajorek: Wer fast nichts braucht, hat alles. Janosch – die Biographie, Berlin 2016